# 기품있는 마리아
《기품있는 마리아》(스페인어: Maria, llena eres de gracia, 영어: Maria Full of Grace)는 콜롬비아, 미국에서 제작된 조슈아 마스턴 감독의 2004년 드라마 영화이다. 카탈리나 산디노 모레노 등이 출연하였고, 폴 S. 미지 등이 제작에 참여하였다.
2004년 제54회 베를린 국제 영화제에서 황금곰상과 알프레드 바우어상 후보에 오르고 카탈리나 산디노 모레노가 은곰상 여우주연상을 수상하였다. 2005년 제77회 아카데미상에서 모레노가 여우주연상 후보에 지명되었다.

## 줄거리
콜롬비아에 사는 17살 마리아는 착취 공장에 가까운 환경의 꽃 공장을 다니며 장미 가시를 떼어내는 작업으로 가족들을 부양하고 있다. 상사의 부당 대우에 일을 그만둔 마리아는 자신이 남자친구의 아이를 임신했다는 걸 알게 된다. 돈이 급해진 마리아는 마약 밀수 운반책이 되어 포장된 마약 62 알을 삼킨 뒤 뉴욕행 비행기에 오른다.

## 출연
- 카탈리나 산디노 모레노 - 마리아 알바레스 역
- 혼 알렉스 토로 - 프랑클린 역
- 예니 파올라 베가 - 블랑카 역
- 길리에드 로페스 - 루시 디아스 역
- 오를란도 토본 - 돈 페르난도 역
- 퍼트리샤 레이 - 카를라 역
- 셀레니스 레이바 - 세관 검사원 역

## 기타 제작진
- 라인 제작: 베키 글럽친스키
- 협력 제작: 오를란도 토본
- 배역: 엘린 롱 마셜, 마리아 E. 넬손
- 미술: 데비 더빌라
- 의상: 세라 비어스